# 張歸厚
張歸厚（9世纪—912年），字德坤。最早是黃巢的將領，後投降朱溫。

## 生平
祖張興，父張處讓。張歸厚早年追隨黃巢，長於弓槊，能以少擊眾。中和四年（884年）春天，黃巢轉戰山東，三月，朱溫大敗黃巢於王滿渡（今河南中牟北），與兄張歸霸、弟張歸弁、李讜、葛從周等投降朱溫，署為軍校。在與陳璠決戰時，左目中箭。天復元年三月，朱溫進攻李克用，張歸厚出馬嶺關（今山西太谷東南）。乾化元年，拜镇国军节度使，乾化二年，擁立朱友珪。因病卒。有子張漢卿。

## 延伸阅读
[在维基数据编辑]
 《舊五代史·卷16》，出自薛居正《舊五代史》